# شبگاه
شبگاه (به لاتین: Şəvqo) نام روستا و دهستانی است در شهرستان آستارا. جمعیت شبگاه ۴۶۵ نفر است.
دهستان شبگاه سه روستا دارد به نام‌های شبگاه، ایوه‌رود و دهگاه.

## ریشه واژه
شب در زبان تالشی شَو تلفظ می‌شود و گاه به معنای محل به صورت گو. از این‌رو نام شبگاه در گویش محلی به صورت شوگو در می‌آید اما در معنی همان محل شبانه است. شوگو را در رسم‌الخط ترکی آذربایجان به صورت Şəvqo می‌نویسند.